# Psychologischer Test
Als psychologischer Test bzw. allgemeiner: psychologisch-diagnostisches Verfahren, wird alles bezeichnet, was psychische Merkmale, d. h. aktuelle Zustände sowie überdauernde Eigenschaften, also Dispositionen zu bestimmtem Erleben und Verhalten, von Personen erfassen soll. Ihr Einsatz erfolgt grundsätzlich zur Beantwortung einer (psychologischen) Fragestellung im Rahmen einer Diagnose und nach Regeln einer Teildisziplin der Psychologie als Wissenschaft, der Psychologischen Diagnostik.
In der praktischen Fallbehandlung geht es darum, mit Hilfe entsprechend ausgewählter Verfahren eine gegebene Fragestellung (Problem) durch einen Psychologen zu beantworten. Solche Fragestellungen sind vielfacher Art.

## Definition psychologisch-diagnostischen Verfahren
In der Literatur finden sich unterschiedlich genaue Definitionen; z. B.
- (1) Es handelt sich um eine Messmethode, mit der ein psychologisches Merkmal erfasst werden soll; dabei ist das Vorgehen standardisiert und zwar in Bezug auf die Erhebung einer Verhaltensstichprobe, wobei das Verhalten durch die im Verfahren gestalteten Bedingungen hervorgerufen wird. Ziel ist eine quantitative oder qualitative Aussage über das Merkmal.[3]
- (2) Ein psychologisch-diagnostisches Verfahren (vereinfacht oft „Test“ genannt) erhebt unter standardisierten Bedingungen eine Informationsstichprobe über einen (oder mehrere) Menschen, indem systematisch erstellte Fragen/Aufgaben interessierende Verhaltensweisen oder psychische Vorgänge auslösen; Ziel ist es, die fragliche Merkmalsausprägung zu bestimmen.[4]

Das Ergebnis einer psychologischen Untersuchung mit psychologisch-diagnostischen Verfahren mündet regelmäßig in einen sog. Testwert; dabei wird am häufigsten die Summe der über alle sog. Items (Aufgaben/Fragen) des Verfahrens laut Verrechnungsvorschrift zu vergebenden Punkte verwendet; bei Leistungstests ist das zumeist die Anzahl der gelösten Aufgaben.
In diesem Zusammenhang ist zu unterscheiden zwischen normorientiertem Diagnostizieren und kriteriumsorientiertem. Grundsätzlich können alle psychologisch-diagnostischen Verfahren beidem dienen. Mit ersterem soll das Ergebnis eines eingesetzten Verfahrens für eine bestimmte Person mit den Ergebnissen anderer Personen (derselben Population/Referenzgruppe) in Relation gestellt werden. Dazu werden bei der Konstruktion des Verfahrens (sog. Testkonstruktion) im Rahmen einer sog. Normierung/Eichung entsprechende Eichtabellen erstellt, die der Umrechnung des sog. Rohwerts in einen (geeichten) Testwert dienen. Kriteriumsorientiertes Diagnostizieren zielt demgegenüber auf das Erreichen / Verfehlen eines konkreten Kriteriums (z. B. Lehrziele, Therapieziele) ab.

## Qualität psychologisch-diagnostischer Verfahren
Zur Qualitätssicherung psychologischen Diagnostizierens gibt es in Bezug auf die einzusetzenden Verfahren sog. Gütekriterien. Daran misst sich die wissenschaftliche Fundierung eines Verfahrens.
Insbesondere für Verfahren im Bereich der Eignungsdiagnostik gibt es die DIN 33430, die immerhin die Bedeutung einer sog. rechtsnächsten Norm hat – und damit eigentlich auch universell für psychologisches Diagnostizieren: Sie wird herangezogen, wenn es im gegebenen rechtsrelevanten Fall zur rechtlichen Beurteilung kein Gesetz und keine Verordnung gibt. In DIN 33430 werden die genannten Gütekriterien explizit angesprochen.
Im deutschsprachigen Raum existiert mit dem Diagnostik- und Testkuratorium der Föderation Deutscher Psychologenvereinigungen eine Institution, die u. a. der Qualitätssicherung psychologisch-diagnostischer Verfahren dient. So wurden, angelehnt an die DIN 33430, Qualitätsrichtlinien in Form von Checklisten (TBS-TK) entwickelt, nach denen die Qualität von Verfahren durch ausgewählte Fachleute in Form von publizierten Rezensionen beurteilt wird.
Seitens der Föderation Deutscher Psychologenvereinigungen gibt es darüber hinaus Qualitätsstandards für psychologische Gutachten; seitens des „Psychologenbeirats“ des österreichischen Bundesministeriums für Gesundheit gibt es entsprechende, ähnliche Richtlinien im Rang einer Verordnung.

## Arten psychologisch-diagnostischer Verfahren
Gemäß den drei Erhebungstechniken Prüfen, Fragen und Beobachten ist zu unterscheiden zwischen
- Tests im eigentlich Sinn (sog. Leistungstests, darunter fallen insbesondere Intelligenztests)
- sog. Objektive Persönlichkeitstests (bei denen der persönliche Stil des Verhaltens bei Leistungsanforderung beobachtet wird)
- Persönlichkeitsfragebögen
- Projektive Verfahren
- Anamnese/Exploration
- Verhaltensbeobachtung.

PSYNDEX, das verbreitetste Recherche- und Dokumentationssystem deutschsprachiger psychologischer Literatur und psychologisch-diagnostischer Verfahren verwendet die folgende Klassifikation (in Klammern die im Dezember 2018 vorhandene Zahl an Verfahren, wobei im Folgenden die Bezeichnung "Test" als der Oberbegriff aller psychologisch-diagnostischer Verfahren verwendet wird, auch wenn es sich nicht um Tests im eigentlichen Sinn handelt):
- Entwicklungstests inklusive Schulreifetests und gerontologische Verfahren (710)
- Intelligenztests mit Lernfähigkeitstests und Gedächtnistests (445)
- Kreativitätstests (29)
- Leistungs-, Fähigkeits- und Eignungstests mit Musikalitätstests und Sporttests (671)
- Verfahren zur Erfassung sensomotorischer Fähigkeiten (251)
- Schulleistungstests (513)
- Einstellungstests inklusive verkehrspsychologischer Tests, berufsbezogener Einstellungstests sowie arbeitspsychologischen Verfahren (1883)
- Interessentests (79)
- Persönlichkeitstests (1469)
- Projektive Verfahren (158)
- Klinische Verfahren (3124)
- Verhaltensskalen (257)
- Sonstige Verfahren inklusive Verfahren zur Erfassung soziographischer Daten sowie Explorations- und Anamneseschemata (179)

 Wenn die untersuchte Person alle Unterlagen auf Papier erhält und dort auch mittels Stift antwortet (sog. Arbeitsblatt bzw. Protokollbogen), wird von „Papier und Bleistift-Verfahren“ gesprochen (als Anglizismus: paper and pencil test). Im Gegensatz zu sog. Computerverfahren sind sie aufwendiger in der Administration und in der Auswertung – letztere können sogar quasi-individuelle Interpretationen ausgeben. Computerverfahren sind demgegenüber in der Herstellung und damit in der Anschaffung aufwendiger. Andererseits ist es mit ihnen möglich, Aufgabenstellungen (mediumsgerecht) zu kreieren, die mit Papier und Bleistift nicht umsetzbar sind (z. B. bei sog. Objektiven Persönlichkeitstests).
Computerverfahren sind danach zu unterscheiden, ob die untersuchte Person selbstständig am PC bzw. Laptop arbeitet oder bloß der Testleiter mit solchen Geräten bei der Vorgabe unterstützt wird, die Testperson aber die Items des Verfahrens von ihm vorgegeben erhält. Im ersten Fall können auch andere Eingabeeinheiten als Tastatur und Maus eingesetzt werden (z. B. sog. Lichtgriffel). Computerprogramme lediglich zur Auswertung der erhaltenen Antworten zählen nicht dazu, sind aber gelegentlich für Papier-Bleistift-Verfahren verfügbar. Computerverfahren sind oft auch online einsetzbar; eine Untergruppe davon stellen sog. Self-Assessments im Rahmen einer Studienberatung dar.

## Testkonstruktion/Verfahrensentwicklung
Die Konstruktion eines psychologisch-diagnostischen Verfahrens erfordert ein mehrstufiges wissenschaftlich begründetes Vorgehen. Zunächst sind die Items gemäß einer etablierten psychologischen Theorie inhaltlich zu kreieren. Dabei muss das Antwortformat sowie die beabsichtigte Verrechnungsvorschrift bestimmt werden. Sobald die Instruktion an die zu untersuchenden Personen entworfen ist, muss diese sowie die Items selbst in einer informellen Erhebung an einer moderaten Anzahl von Personen auf Verständlichkeit und Akzeptanz geprüft werden. Nach entsprechender Überarbeitung muss diese Erhebung, unter Umständen mehrmals, wiederholt werden.
Handelt es sich im Fall eines Leistungstests um ein Multiple-Choice Antwortformat (aus vorgegebenen Optionen ist die Lösung bzw. sind die Lösungen von der Testperson zu finden und auszuwählen), ist danach in einer statistisch aussagekräftigen weiteren Erhebung mittels sog. Distraktorenanalyse die Brauchbarkeit der Distraktoren zu prüfen: Weil die Distraktoren, also die angebotenen Optionen, die keine Lösung darstellen, wenig leistungsstarke Testpersonen von der Lösung "ablenken" sollen, sind diejenigen unbrauchbar, die kaum gewählt werden; umgekehrt weist ein sehr häufig gewählter Distraktor darauf hin, dass die Aufgabe selbst inhaltlich uneindeutig formuliert wurde. Schließlich ist in dieser Phase auch eine sog. Sinnhaftigkeitsprüfung anzustellen: Dabei wird von den Autoren des Verfahrens geprüft, welche Auswirkungen auf die einzelnen Testkennwerte alle denkbaren Antwortstrategien („taktierenden Maßnahmen“) einer Person haben können und wie sich alle willkürlichen, untypischen Reaktionen einer Person am Beginn der Verfahrensdurchführung auf den resultierenden Testwert auswirken; nur beim Bestehen dieser Prüfung ist für das Verfahren gewährleistet, dass die resultierenden Testwerte sinnvoll, d. h. in Richtung der zu messen intendierten Eigenschaft interpretiert werden können.
Schließlich sind in einer großangelegten Erhebung an einer für die vorgesehene Population (Referenzgruppe) jemals zu untersuchender Personen eine repräsentative Stichprobe (etwa 2000 Personen) die Gütekriterien zu prüfen; insbesondere geht es dabei um eine ansprechende Reliabilität/Messgenauigkeit des Verfahrens und seiner (Konstrukt-) Validität, und um die Erfüllung des Gütekriteriums „Skalierung“, d. h. darum, ob die laut Verrechnungsvorschriften resultierenden Testwerte die empirischen Verhaltensrelationen von Personen adäquat abbilden (s. Item-Response-Theorie). Vor allem in Bezug auf das letztgenannte Kriterium ist es oftmals erforderlich, nach entsprechender Revision bzw. Selektion der Items die Erhebung samt Überprüfung zu wiederholen. Erst dann, wenn diese Gütekriterien nachweislich erfüllt sind, kann anhand der letzten Erhebung (so. Eichstichprobe) die Normierung/Eichung durchgeführt werden. Diese ist dann laut DIN 33430 alle acht Jahre mit einer neuen Erhebung auf ihre Gültigkeit zu überprüfen und gegebenenfalls zu revidieren.

## Ausbildung der Anwender
Psychologisch-diagnostische Verfahren dürfen nur von einschlägig ausgebildeten Anwender eingesetzt werden; im Wesentlichen sind diese exklusiv auf Psychologen mit einem abgeschlossenen Masterstudium in Psychologie beschränkt.
DIN 33430 hat für den Bereich der Eignungsdiagnostik den Anwenderkreis ausdrücklich geöffnet, schreibt aber bestimmte Ausbildungen vor, welche mit einer Lizenz zertifiziert werden.